# Selva Tamarac
La selva Tamarac es un área silvestre de 2180 acres (9 km²) en los Estados Unidos, en el estado de Minnesota. Establecido por el Congreso de los Estados Unidos en 1976, la Selva Tamarac se compone principalmente de pequeños lagos, bosques, pantanos baches y consta de cuatro secciones de 42 724 acres (173 km²).
La selva se encuentra protegida por el Servicio de Pesca y Vida Silvestre de los Estados Unidos.

## Flora y fauna
Gran parte de la selva está cubierta de bosques de pino blanco, arce, roble rojo, abedul, olmo, entre otras. Algunas partes de la zona se registra en los primeros años del siglo XX y contiene un crecimiento especial de árboles y pasajes llamado renoval.
Una variedad de fauna se puede encontrar en la Selva Tamarac, incluyendo el águila calva, águila pescadora, el oso negro, el urogallo de collar, venado cola blanca, nutria, puerco espín, zorro, castor, coyote, lobo, así como numerosas aves paseriformes. También se encuentran gran cantidad de peces.